# Route départementale 44 (Finistère)
Pour les articles homonymes, voir D44 et Route départementale 44.
La route départementale 44, est une route du département du Finistère, qui relie Melgven à Pont-l'Abbé. La D 44 dessert les côtes  bordées de longues plages de sable, très prisées par les bretons avec les stations balnéaires de Combrit, Ile-Tudy,  Bénodet, Fouesnant et La Forêt-Fouesnant. Entre La Forêt-Fouesnant et Pont-l'Abbé, cette route est très fréquentée l'été. De plus la D 44 franchit l'Odet avec le pont de Cornouaille long de 700 m, ouvert en 1972 et gratuit depuis 1994.

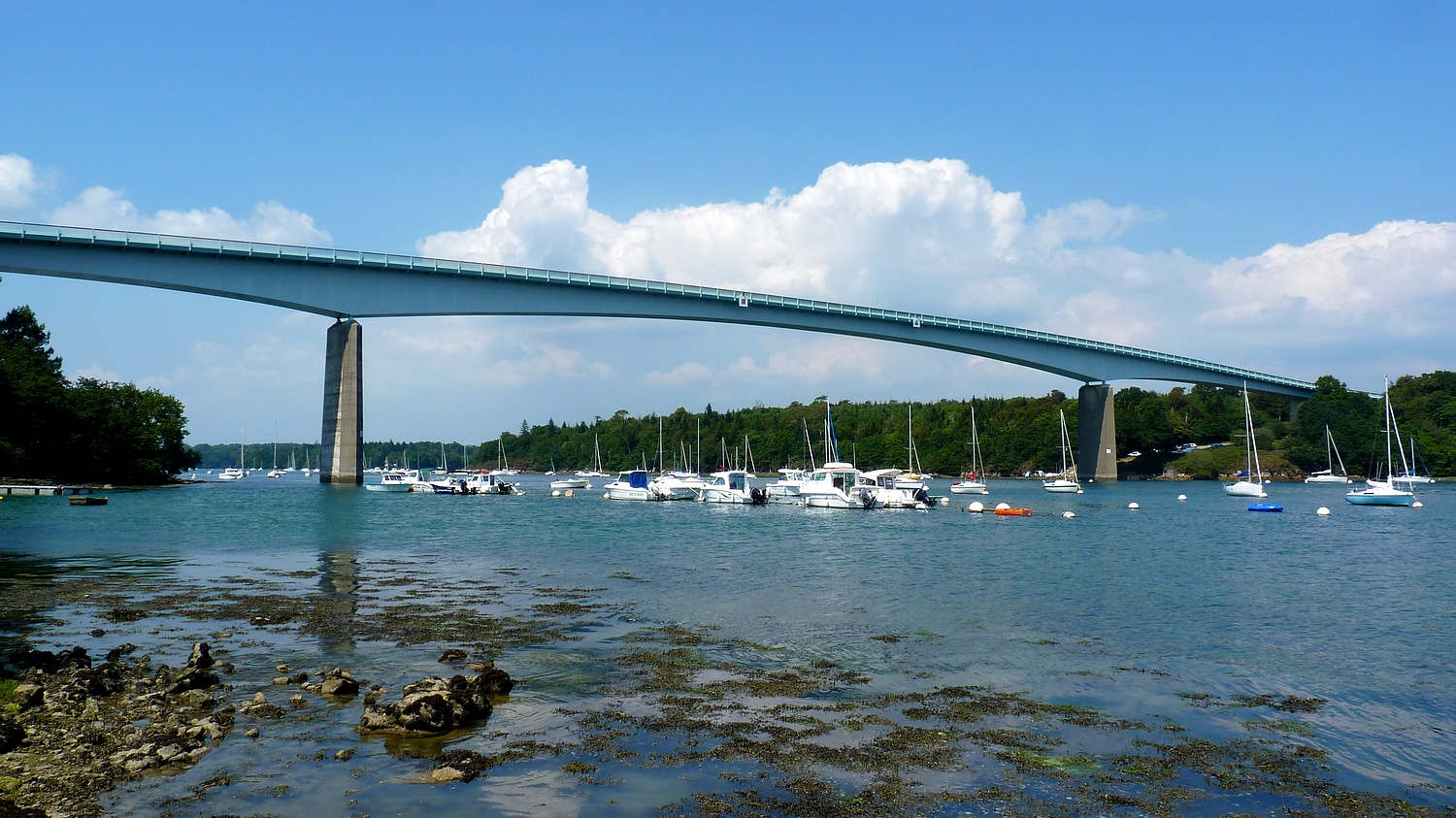
Le pont de Cornouaille

## Tracé de la D 44
- Rond-point du Pays Bigouden (entrée de Pont-l'Abbé)
- zone de Kermaria (Tréméoc), Jardin botanique de Combrit
- Intersection avec D 144 à Combrit
- Plages de Treustel et Kermor, Sainte-Marine
- Aire de repos Saint-Voran (sens  dans les deux sens)
- Pont de Cornouaille sur l'Odet (700 m)
- Bénodet avec D 34
- Letty (Bénodet), Golf de l'Odet, Mer-Blanche, Pont-Henvez (Clohars-Fouesnant)
- Fouesnant
- Bois de Penfoulic
- La Forêt-Fouesnant
- Tronc commun avec D 783 (Route du sud-Finistère) sur 5 km,  Aire de repos Douric (sens  dans les deux sens)
- Intersection avec D 70 et ancien passage à niveau avec la ligne de Rosporden à Concarneau à la Boissière
- ( Échangeur entre D 70 et N 165)
- Melgven
- Intersection avec D 24